# گمینا دوروخوو
گمینا دوروخوو (به لهستانی:  Gmina Doruchów) یک گمینا در لهستان است که در شهرستان اوستژشوف واقع شده‌است. گمینا دوروخوو ۹۹٫۳۳ کیلومتر مربع مساحت و ۵٬۱۳۶ نفر جمعیت دارد.